# Supernova-nukleosyntese
Supernova-nukleosyntese er dannelsen af de tungeste grundstoffer i en supernova-eksplosion; den "endelige undergang" for de største og mest massive stjerner i Universet: I disse voldsomme eksplosioner hersker der for en kort stund unikke betingelser der gør dannelsen af grundstoffer tungere end jern mulig. Alle grundstoffer "efter" jern i det periodiske system, stammer derfor fra de supernova-eksplosioner der er indtruffet gennem tiderne, og som tiden går, spredes stadig mere af disse stoffer ud i det interstellare rum.
I den stjernenukleosyntese der foregår i stjerner indtil de ender som en supernova eller på anden vis, omdannes lette grundstoffer til tungere grundstoffer ved fusion; fra brint, over helium, kulstof, ilt m.fl.; jo større og tungere stjernen er, desto tungere grundstoffer kan der skabes i dens indre, fortrinsvis hen mod slutningen af stjernens "liv". Denne fusion eller "sammensmeltning" af atomkerner er exoterm, og leverer energien til det lys og anden elektromagnetisk stråling som stjernen udsender, indtil slutproduktet er en kerne med højst 56 nukleoner, svarende til jern og nikkel: Fusion af disse stoffer, samt alle de tungere grundstoffer, er endoterme og forbruger energi i stedet for at producere det, så sådanne processer finder kun meget sjældent sted. Derfor skabes der en smule af grundstofferne "over" jern og nikkel i fortrinsvis store stjerner, mens de endnu befinder sig i Hertzsprung-Russell-diagrammets hovedserie.
Hvis stjernen er stor og massiv nok til at danne en supernovaeksplosion, tilvejebringer stjerne-kernens kollaps energi nok til at "fodre" den endoterme fusion af jern og nikkel til endnu tungere grundstoffer, i teorien med op til 254 nukleoner per atomkerne (svarende til californium): For en tid, mens den fornødne energi er til rådighed, skabes derfor betydelige mængder af disse tungeste grundstoffer, som af eksplosionen spredes i alle retninger til det omgivende univers.